# Saibi
Saibi o Saibigain es un monte de Vizcaya, País Vasco (España), de 946 m de altitud situado en el parque natural de Urkiola.

## Descripción
Forma parte de una estribación del macizo de Eskuagatx que tiene como máxima altura al Arrietabaso con sus 1.098m.
El Saibi es fácilmente accesible desde el puerto de Urkiola y desde el centro de interpretación del parque. Es una pequeña loma herbosa rodeada de bosques que en su ladera sur se suaviza en una bonita pendiente desde la que se aprecia la llanada alavesa.
Su fácil ascensión es recompensada con una magnífica vista de las peñas del duranguesado, con el Amboto dominando su parte sur, y el horizonte norte, hacia el mar Cantábrico que llega a verse de fondo, un gran panorama de montes vizcaínos y guipúzcoanos que se pueden identificar con la mesa de orientación que hay en la cumbre.
La cumbre de esta modesta montaña está coronada por una gran cruz de piedra levantada después de la guerra civil española de 1936 a la que acompaña una mesa de interpretación y un buzón.

## La Guerra Civil

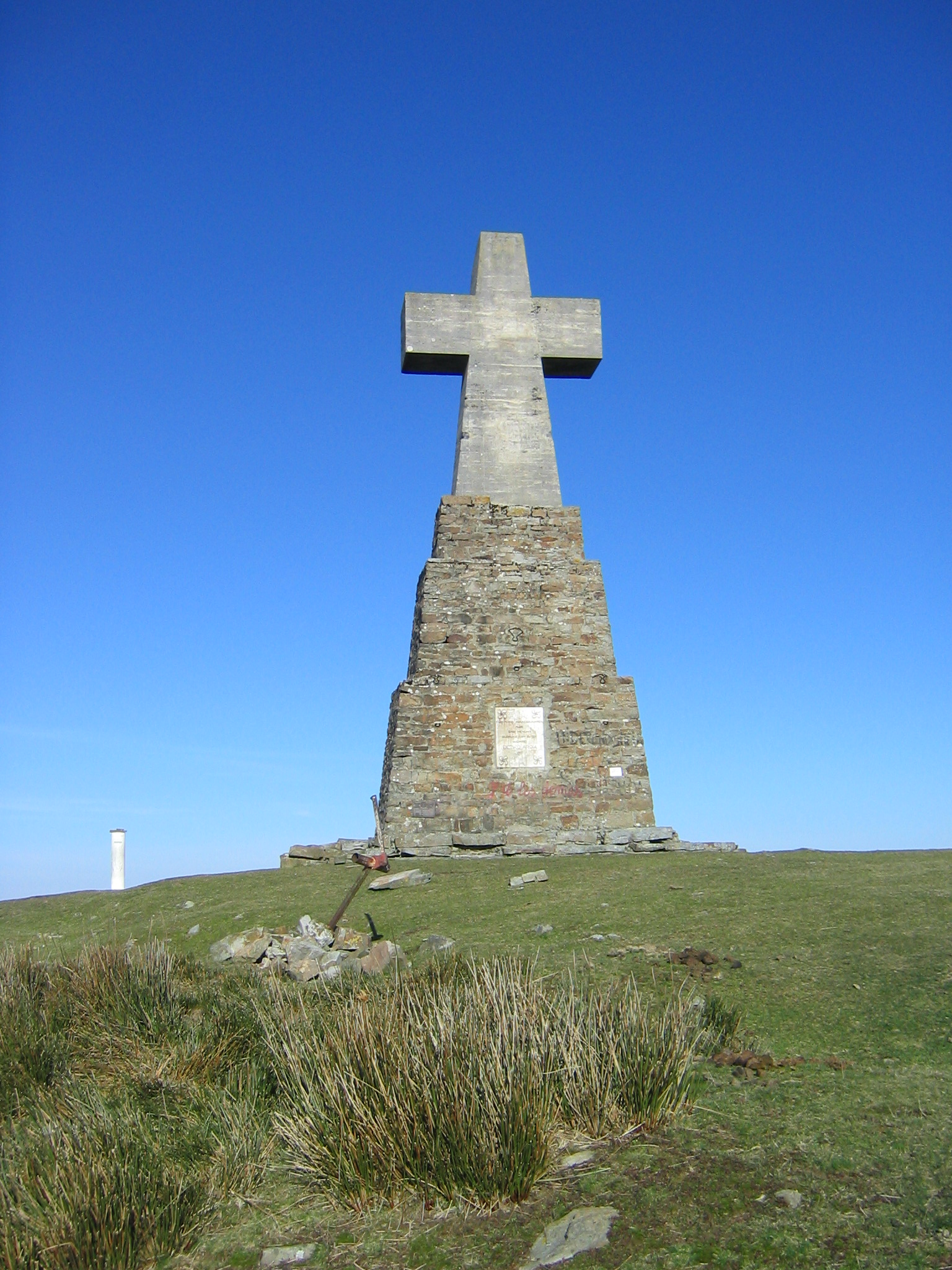
Cruz que corona el Saibigain.

En el invierno de 1936 el frente norte quedó detenido en la divisoria de aguas entre la cuenca mediterránea y la cantábrica. Álava quedó en manos de los alzados contra el gobierno de la Segunda República nada más producirse el golpe de Estado del 18 de julio de 1936.
La línea del frente pasaba por Saibi y de iba hacia las cumbres de Udalaitz pasando por el Besaide. El frente estaba defendido por milicianos de diferentes grupos políticos y el mando centralizado en la villa de Elorrio.
La cumbre del Saibi era un punto estratégico para dominar el acceso a Vizcaya por Urkiola, que históricamente ha sido uno de los pasos principales entre la meseta y el territorio histórico. El ejército golpista ayudado por la aviación bombardeaba las posiciones del monte Saibi por el día y las tropas de tierra incluso llegaban a su cumbre algunas veces. Por las noches los milicianos recuperaban el terreno y la estratégica cumbre del Saibigain.
El día 5 de abril de 1937 se producen escaramuzas en la carretera entre Ochandiano y Urkiola, al día siguiente las tropas insurrectas toman Urkiola y los requetes del Tercio de Navarra atacan las posiciones leales a la república en Sabigain que estaban defendidas por los batallones Meabe nº2 de las Juventudes Socialistas Unificadas y González Peña de la Unión General de Trabajadores y del PSOE. Al anochecer de ese día los requetes han tomado el Saibigain y los republicanos mantienen Urkiola y la cima de Urkiolamendi. 
El día 7 de abril los carlistas ocupan el collado de Azuntze, a los pies del Amboto al otro lado de Urkiolamendi. Este avance lo realiza el Tercio de Oriamendi que comienza a tomar Urkiolamendi desde el sureste mientras que los republicanos se repliegan abandonando Urkiola que es ocupado por el Tercio de San Ignacio. Al amanecer del día 8 la zona de Urkiola, desde Amboto a Sabigain esta en manos de los rebeldes. El día 12 la 2ª  Brigada expedicionaria de Asturias ataca las líneas insurrectas del Saibigain y logran conquistar la cima haciendo que el 3º Batallón San Marcial se retire. Al día siguiente son los batallones del requeté y el Batallón de Montaña Sicilia los que desalojan a los milicianos asturianos del estratégico monte.
El Sabigain queda en manos del Batallón Flandes nº5 que retrocede a primeras horas del día 14 de abril ante el ataque de los batallones leales Sabino Arana del PNV y Disciplinario que son reforzados por el Salsamendi compuesto por milicianos del PCE y del batallón Garellano, del ejército regular, que se hacen fuertes en el monte. Al día siguiente los Tercios requetés atacan y toman, después de una dura y cruenta batalla, definitivamente la plaza.
Fueron cerca del millar los soldados, de uno y otro bando, que cayeron en estos combates. Cuando finalizó la guerra los vencedores levantaron una gran cruz de piedra en memoria de sus caídos en las batallas que se dieron en ese lugar. Cuando el régimen franquista terminó, en 1976 se colocó una placa en dicha cruz en memoria de los defensores de la legalidad republicana y la libertad.
Testigos de aquellas batallas son los innumerables hoyos que produjeron las bombas en la falda sur así como los restos de trincheras que se construyeron para la defensa de la cumbre.

## Ascensos

Vista del parque natural de Urkiola desde la cumbre del Saibigain. De Izquierda a derecha vemos, Arrietabaso, Mugarra, Untzillaitz, Aitz txiki, Alluitz y Amboto.

Desde Urkiola se accede muy fácilmente. Es una de las rutas recomendadas desde el centro de interpretación. Hay Otra ruta desde Urkuleta, Mañaria, mucho más dura al tener mucho mayor desnivel y también se puede llagar a la cumbre desde el sur.
- Desde Urkiola

Partiendo del centro de interpretación bajar unos pocos metros hacia la carretera y coger la pista que sale a la izquierda. Pasar la valla, seguir por la pista en una cómoda subida hasta un cruce que queda justo debajo de la cumbre. Allí se puede seguir de enfrente por una empinada cuesta o seguir la pista que en llano se dirige a la cara sur del monte. Cuando el rodeo llega a su fin se abre la pista en una campa llena de agujeros que son las cicatrices de las bombas. Seguir hacia la cumbre señalada por la gran cruz.
- Desde el alto de Zumeltza

Alcanzar el collado de Iturriotz (758m) y seguir hacia el este por un sendero que sube hasta la cima.
- Desde el barrio de Urkuleta

Dejando el coche en el barrio mañaritarra de Urkuleta (286 m) en Mañaria subir por la cabecera del valle hasta el collado de Iturriotz y de allí la ruta anterior.
Tiempos de accesos: 
- Urkiola (45 minutos).
- Urkuleta (1h 45 minutos).
- Zumeltza (1h 30 minutos).[3]